# 비탈리 마솔
비탈리 안드리요비치 마솔(우크라이나어: Віталій Андрійович Масол, 1928년 11월 14일~2018년 9월 21일)은 소련 및 우크라이나의 정치인으로, 우크라이나 정부 수반을 두 차례 역임했다. 그는 우크라이나 소비에트 사회주의 공화국에서 여러 직책을 맡았으며, 그중 가장 주목할 만한 것은 1987년부터 1990년 말까지 역임한 각료회의 의장으로, 오늘날의 총리와 동등한 자리였다. 그는 이후 우크라이나 총리로 임명되어 1994년 6월 16일, 공식 취임했으며, 1995년 3월 1일, 해당 직위에서 사임했다.

## 정치 경력

### 소련 시절
마솔은 우크라이나 공산당의 당원이었다. 1972년, 그는 우크라이나 공산당 중앙위원회 1서기 블라디미르 슈체르비츠키의 초청으로 우크라이나 국가계획위원회 부위원장이 되었다. 슈체르비츠키는 원래 그를 석유부 차관으로 임명하려 했으나, 위원회에 더 시급한 공석이 있다고 판단하여 계획을 바꾸었다. 이후 마솔은 위원회 의장이 되었으며, 체르노빌 원자력 발전소 사고 이후의 오염 제거를 담당하는 위원회의 위원으로 활동했다. 마솔은 1979년 1월 16일, 우크라이나 각료회의 부수반이 되었다.
그는 1987년부터 1990년 10월 17일까지 우크라이나 SSR 각료회의 의장 (오늘날의 총리와 동일)을 맡았으며, 학생들의 시위와 단식투쟁인 화강암 혁명으로 인해 사임을 강요받고, 비톨트 포킨으로 교체되었다. 마솔은 1989년부터 1991년까지 소련 인민대표대회의 일원으로 활동했다.

### 우크라이나 독립 이후
1994년 6월 16일, 레오니드 크라우추크 대통령이 마솔을 우크라이나 총리로 임명했을 때, 그가 "국가 통제 경제의 옹호자"라는 이미지를 갖고 있었던 점은 놀라움으로 받아들여졌으며, 공산당이 다수인 최고 라다를 달래기 위한 선거 전 양보로 여겨졌다. 마솔은 이후 레오니드 쿠치마 대통령에 의해 다시 임명되었다. 그는 쿠치마 대통령의 대부분의 개혁안에 반대했으며, 이를 공개적으로 표명했고 때로는 최고 라다를 동원하여 쿠치마에 맞서기도 했다. 마솔은 1995년 3월 1일, 총리직에서 사임했지만, 이후에도 최고 라다 회의에 참석했다. 그의 두 차례 총리 재임 기간은 소련의 붕괴와 우크라이나 새로운 정치 체제의 수립이 시작되는 시기였다.

## 사망
마솔은 2018년 9월 21일, 키이우에서 향년 89세로 사망했다.  사망 원인은 공개되지 않았다.